# Magdalena Śmiałkowska
Magdalena Śmiałkowska (17 de diciembre de 1997) es una deportista polaca que compite en tiro con arco, en la modalidad de arco recurvo. Ganó una medalla de bronce en el Campeonato Europeo de Tiro con Arco al Aire Libre de 2021, en la prueba de equipo mixto.

## Palmarés internacional
| Campeonato Europeo al Aire Libre | Campeonato Europeo al Aire Libre | Campeonato Europeo al Aire Libre | Campeonato Europeo al Aire Libre |
| Año                              | Lugar                            | Medalla                          | Prueba                           |
| -------------------------------- | -------------------------------- | -------------------------------- | -------------------------------- |
| 2021                             | Antalya (Turquía)                | Medalla de bronce                | Equipo mixto                     |